# Ribes americanum
Ribes americanum (Mill., 1768) è una pianta apparente alla famiglia Grossulariaceae, originaria dell'America Settentrionale.
È diffuso in gran parte del Canada (dall'Alberta alla Nuova Scozia), e negli Stati Uniti settentrionali, con alcune popolazioni che vivono in Colorado e nel Nuovo Messico.